# For evigt (film)
 For alternative betydninger, se For evigt. (Se også artikler, som begynder med For evigt)
For evigt er en dansk stumfilm fra 1913 med ukendt instruktør.

## Handling
Denne artikel mangler et handlingsreferat. Hjælp os med at skrive det.

## Medvirkende
- Emanuel Gregers - Fritz von Selchau, husarløjtnant
- Gudrun Houlberg - Agathe, Fritz' hustru
- Valdemar Møller - Ritmester Eckmann
- Emilie Sannom - Stella, serpentinerdanserinde
- Karen Sandberg - Elvira, sangerinde
- Hildur Møller - Bryllupsgæst
- Rasmus Ottesen - Bryllupsgæst